# Thomas Traherne
Thomas Traherne (Hereford, 1636 o 1637-Teddington, Richmond upon Thames, Middlesex, 1674) fue un escritor, teólogo, sacerdote anglicano y poeta inglés, considerado habitualmente dentro de los llamados poetas metafísicos del siglo XVII. Es reconocido como santo por la Iglesia anglicana.

## Biografía

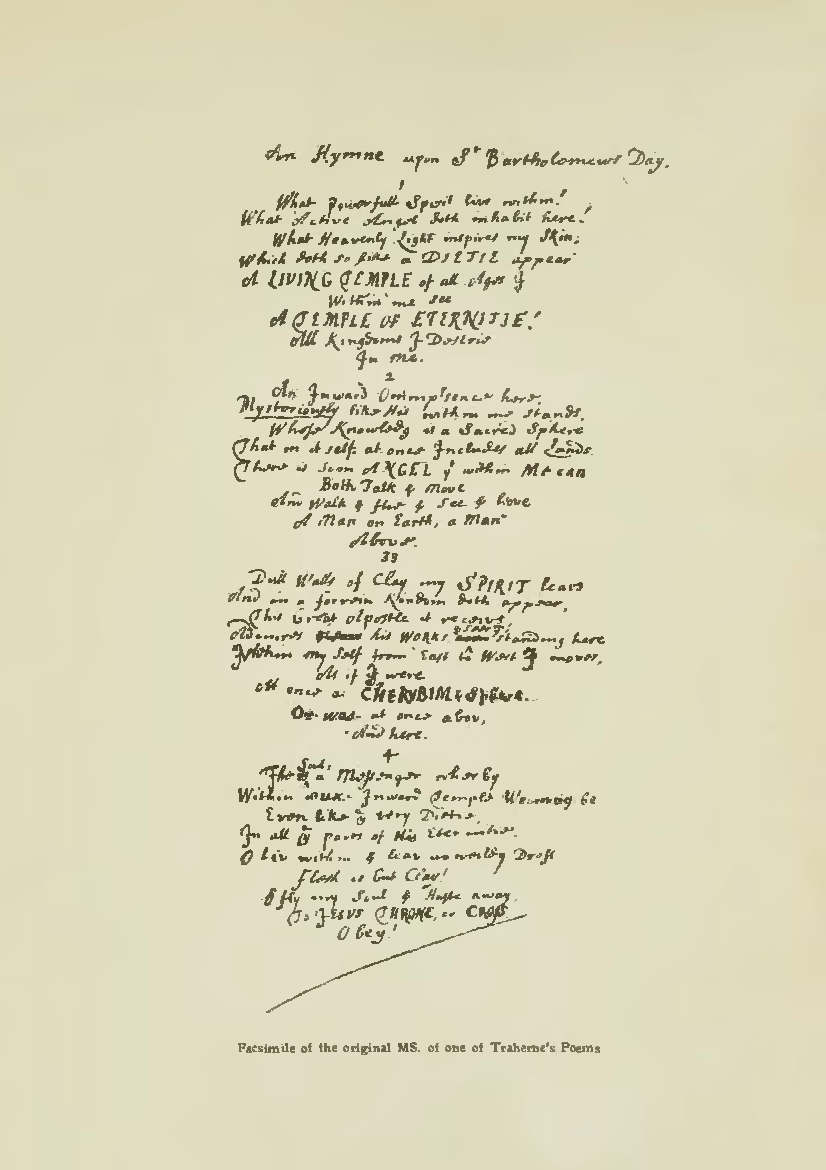
Facsímil del manuscrito del poema de Thomas Traherne "An Hymne upon St. Bartholomew's Day", de la edición de sus obras poéticias por Bertram Dobell en 1903

Su padre fue un zapatero con raíces en la zona fronteriza de Gales. Fue criado por su tío, posadero y alcalde de Hereford, y estudió en la escuela catedralicia de su ciudad natal y desde 1652 en el Brasenose College de Oxford cuando era un bastión realista, licenciándose en 1656; se ordenó en 1660 y obtuvo una maestría en Artes en 1661 y un grado en Divinidad en 1669. Se le asignó una parroquia cerca de Hereford, en Credenhill en 1657 aunque no estaba todavía ordenado (lo impuso así Ambella, condesa viuda de Kent) y, más tarde, en 1667, fue nombrado capellán de Sir Orlando Bridgeman, Lord Guardián del Gran Sello de Carlos II de Inglaterra en Teddington (Middlesex), donde ya permaneció hasta su muerte. Durante su propia vida solo publicó con su nombre un libro, Roman Forgeries (1673). Dos años después aparició anónimo Christian Ethicks, y póstuma en 1699 A Serious and Patheticall Contemplation of the Mercies of God. Sus contemporáneos lo describen como un hombre muy devoto y religioso, destacado en su caridad hacia los pobres y por su riguroso ascetismo. Fue enterrado el 10 de octubre de 1674 en Teddington (cerca de Hampton Court), debajo del escritorio de lectura de la misma iglesia de Saint Mary donde había predicado. 
Su obra, muy original y que anuncia ya el romanticismo en su tratamiento casi panteísta de la naturaleza, permaneció desconocida e inédita para los siglos posteriores (a pesar de que el doctor Samuel Johnson la había leído y analizado) hasta que Bertram Dobell (1842-1914) la redescubrió y la fue estudiando, ordenando y publicando entre los siglos XIX y XX. Todavía permanece gran parte de ella inédita. Anticipa elementos de las obras de William Blake, William Wordsworth, Walt Whitman y Gerard Manley Hopkins, y se ocupa de temas religiosos en verso y prosa desde un enfoque metafísico en torno al concepto central de felicidad. Para él la infancia es un estado de felicidad igual al estado de Adán antes de la caída, y a través de la naturaleza como creación de Dios es la única manera como podemos conocerlo. Tal vez sea más grande como pensador (bajo la influencia del platonismo principalmente italiano) que como poeta. También es característica su atención a la musicalidad de los versos.

## Obras
- The Works of Thomas Traherne, ed. de Jan Ross. Melton, Suffolk: D.S.Brewer. 2005–2017, 9 vols.
- Roman Forgeries (1673).
- Christian Ethicks: Or, Divine Morality. Opening the Way to Blessedness, By the Rules of Vertue and Reason (1675).
- A Serious and Patheticall Contemplation of the Mercies of God (1699).
- The Poetical Works (1903).
- Poems of Felicity (1904).
- Centuries of Meditations (1908).
- The Select Meditations (1997).